# Frédéric Botton
Pour les articles homonymes, voir Botton.
Frédéric (Max) Botton, né le 5 août 1936 à Boulogne-Billancourt et mort le 27 juin 2008 à Paris, est un auteur-compositeur-interprète français.

## Biographie
Il a été marié à la chanteuse Patricia Botton puis à l'écrivain Nathalie Rheims.
Il repose au petit cimetière de Reux, dans le Calvados.

## Discographie
- 1967 : 45 tours CBS 6364 : Attention à la grosse boule qui descend l’escalier / Ma grand’ tante Olga / T’es mon poisson chat / Les allumettes'.
- 1967 : 45 tours CBS 6439 : Peggy / L’amour à crédit / Petit grain de riz / π 12, 3 14 16.
- 1968 : 33 tours CBS 63 341 : Le voyage abandonné / Petit grain de riz / T’es mon poisson chat / Ma grand’ tante Olga / Attention à la grosse boule qui descend l’escalier / Les petites chaises / Écouter Fats Waller / La maison de caoutchouc / L’amour à crédit / π 12, 3 14 16 / Peggy / Les allumettes.
- 1969 : 45 tours Bagatelle / Philips 370 922 : Black Botton / Il y avait toi.
- 1969 : 45 tours Bagatelle / Philips 370 929 : Tang-y tang-oh ! / La cithare.
- 1970 : Bot-ton made in Lon-don (45 tours Bagatelle / Philips 370 933) : Mademoiselle Alaska / Marry me Marie…
- 1970 : Un piano dans l’herbe (B. O. F.) (45 tours Pathé Marconi C 006-11087) : Un piano dans l’herbe / Ce be bop que nous aimons.
- 1971 : 45 tours Plein Soleil / Discodis 21 002 : Viens faire dodo sur mes dollars / 'N’empêchez pas vos filles.
- 1974 : 45 tours Barclay 61 880 : Clafoutis / Tes lèvres.
- 1977 : 45 tours RCA PB 8148 : Putain de vie / Courir après toi.
- 1981 : Comme j’aimais la vie (33 tours CBS 85 339) : Comme j’aimais la vie / Triste à dire / Attends-moi / Cargo / Écouter Fats Waller / De chagrin d’amour / Une vie dorée / Soyez mon rendez-vous / Les gommes / L'accordeur de cœurs.

## Interprètes
Parallèlement à l'interprétation de son propre répertoire (à partir de 1967), il a été un auteur-compositeur à succès pour de nombreux interprètes :
- Alice Sapritch
  - Les hommes sont des poupées (1975)
  - Milady (1975)
- Amarande
  - Cinéphiles (1971)
  - Le pétrole (1971)
- Ann Sorel
  - L'amour à plusieurs (1972)
- Annabel Buffet
  - Aquarelle (1969)
  - Cher monsieur (1969)
  - Comme un enfant (1969)
  - Côté gauche (1969)
  - De l’éducation d'une jeune fille (1969)
  - En attendant (1969)
  - Irraisonnable (1969)
  - Les gommes (1969)
  - Mon bistrot (1969)
  - Monsieur Gomino (1969)
  - Pour bien rire en société (1969)
  - Pourquoi dans les rues de Paris (1969)
  - L'avion (1970)
  - La peau d'homme (1970)
- Anne Ventura
  - Si longtemps (1976)
  - Tremblements de cœur (1976)
- Annie Girardot
  - Absence prolongée (1979)
  - Miroirs (1979)
- Annie Philippe
  - Le flingue (1967)
  - Les enfants de Finlande (1967)
- Barbara
  - Rue du chien qui fume (1956) enregistrée pour la première fois par Catherine Sauvage en 1970
  - Absinthe (1972)
  - Saisonneraie (1972)
  - Il me revient (1996)
- Betty Mars
  - Ça c'était un homme (1971)
  - Monsieur l'étranger (1971)
  - Casino (1972)
  - Come comédie (1972) Eurovision 1972
  - L'accordéon c'est comme la mer (1972)
  - Mon café russe (1972)
  - Bye bye blue angel (1975)
  - Gentleman (1975)
  - Voyageur (1975)
- Catherine Sauvage
  - Les bagouzes (1971) reprise par Marie France sur son album Raretés en 2006
  - La famille à la vanille (1971)
  - En rouge sang (1971)
  - Mister music (1971)
  - Encore un peu d'amour (1976)
- Charlotte Gainsbourg
  - L'un part l’autre reste (2004) reprise par Sylvie Vartan en 2009 sur son album Toutes peines confondues
- Dani
  - La coupe est pleine (1966)
  - Le chpoum (1966)
  - Sans astérisque (1966)
  - Dring Dring (1967)
  - H comme hippies (1967)
  - Les petits points sur les I (1967)
  - La machine (1967)
  - Les artichauts (1967)
  - Scopitone (1967)
  - Les anémones (1968)
- Danièle Dupré
  - Mon vieux marin (1957) également interprété par Gélou en 1959
- Danièle Rouille
  - Adieu c'est un adieu (1974)
- France Gall
  - Gare à toi Gargantua (1967)
- Georgette Lemaire
  - Goodbye and farewell (1970)
- Henri Salvador
  - C'est a qui tout ça ? (1970)
- Jean-Claude Brialy
  - Ça n'a pas d’importance (1964)
- Joséphine Baker
  - La couleur des yeux (1975) reprise par Marie France sur son album Raretés en 2006
- Juliette Gréco
  - Les pingouins (1970)
  - Petite correspondance (1970)
  - Toi je veux (1970)
  - Zanzibar (1970)
  - Doux oiseau de jeunesse (1971)
  - Tout près de vous my love (1971) adaptation du cantique Plus près de toi, mon Dieu
- Magali Noël
  - Les boîtes (1970)
  - Une énorme samba (1970)
- Manouche
  - Le gang des tractions (1973)
  - Où sont passés (1973)
- Marie-Blanche Vergne
  - Un p’tit ch’val aux yeux bleus (1969)
  - Les gaufres (1970)
- Marie France
  - Elle est folle elle aime l'alcool (2006)
  - L'amour avec des gants (2006)
  - Un homme à votre goût (2006)
  - La couleur des yeux (2006)
  - Monsieur Chou (2006)
- Melina Mercouri
  - Excusez-moi (1972)
- Michel Petrucciani
  - J'aurais tellement voulu (concerts en Allemagne, 1997), reprise par Franck Avitabile dans la bande originale du film Une femme de ménage
- Mireille Darc
  - Compartiment 23 (1968)
  - Où est mon zèbre (1968)
  - Les idoles des années 30, avec Sylvie Vartan (1968)
- Muriel Robin
  - Merveilleux moments d’une vie (2007) interprétée lors de son spectacle Tout Robin
- Nathalie Rheims - sous le pseudonyme d'Alix
  - Ça tourne à l'envers (1983)
  - Et si les étoiles (1983)
  - Excès de jeunesse (1984)
  - Expérience inconnue (1984)
  - Passage à vide (1984)
  - Voix off (1984)
  - Big bang song (1989)
- Patachou
  - Qu’ j'avais marié un Grec (1969)
- Patricia Botton
  - Gardénia (1974)
  - La fille à haute tension (1974)
  - Lindau (1974)
  - Va va vagabonde (1974)
  - Patty la souris (1975)
  - La vie c'est comme une symphonie (1975)
  - Disco (1978)
  - Les îles Maldives (1978)
- Patrick Dirand
  - Sur une musique italienne (1978)
- Philippe Clay
  - Qui vous a dit madame ? (1969)
- Philippe Olivier
  - Bouton d'or (1967)
- Piéral
  - L'écolier (1975)
  - Mon cœur (1975)
- Régine
  - La grande Zoa (1966)
  - La java, dis donc (1967) également jouée par André Verchuren
  - Les lampions (1967)
  - Raconte-moi dandy (1967)
  - Valse pour toi et moi (1968)
  - De toutes manières (1969)
- Sylvie Vartan
  - Rupture (2004)
  - Tous ces garçons (2010)
- Théo Sarapo
  - Revenir en Grèce (1965)
- Vetty
  - Nicolas (1969)
- Zizi Jeanmaire
  - Pêche-abricot (1967)
  - Le caviar (1969)
  - Petit a petit b (1969)
  - Qui c’est qui (1969)

## Filmographie

### Acteur
- 1980 : Planque ton fric j'me pointe !, de Claude Pierson :Pierrot
- 1999 : Le Derrière de Valérie Lemercier
- 2007 : Une vieille maîtresse, de Catherine Breillat : cardinal de Flers

### Compositeur
- 1971 : Popsy Pop de Jean Herman
- 1977 : Les Fougères bleues de Françoise Sagan
- 1980 : Planque ton fric j'me pointe ! de Claude Pierson
- 1993 : Un crime de Jacques Deray
- 2002 : Une femme de ménage de Claude Berri
- 2005 : L'un reste, l'autre part de Claude Berri
- 2006 : Camping de Fabien Onteniente
- 2007 : Ensemble, c'est tout de Claude Berri
- 2009 : Trésor de Claude Berri

#### Télévision
- 1988 : L'Excès contraire d'Yves-André Hubert
- 1992-1995 : Les Mondes fantastiques (Générique)
- Générique de l'émission Ce soir (ou jamais !).

## Cabaret
- Compositeur de textes et musiques pour la revue Chapeau claque (1983-1986) de Jean-Marie Rivière à l'Alcazar de Paris : Cabaret - La noire et la blanche, , etc.